# Адам Пінтер
Адам Пінтер (угор. Pintér Ádám, нар. 12 червня 1988, Балашшад'ярмат) — угорський футболіст, півзахисник, захисник клубу «Ференцварош» і національної збірної Угорщини.

## Клубна кар'єра
Народився 12 червня 1988 року в місті Балашшад'ярмат. Вихованець юнацьких команд футбольних місцевого «Балашшад'ярмата» та столичного МТК (Будапешт).
У дорослому футболі дебютував 2006 року виступами за команду клубу МТК (Будапешт), в якій провів чотири сезони, взявши участь у 92 матчах чемпіонату. Більшість часу, проведеного у складі МТК, був основним гравцем команди.
Своєю грою за цю команду молодий габаритний гравець привернув увагу представників тренерського штабу іспанського «Реал Сарагоса», до складу якого приєднався 2010 року, уклавши чотириічний контракт. Влітку 2013 року гравець і клуб із Сарагоси досягли домовленості про розірвання контракту за обопільною згодою.
2 вересня 2013 року на правах вільного агента уклав однорічний контракт з російським клубом «Том». Відігравши цей контракт, влітку 2014 приєднався до грецького «Левадіакоса». Угоду з грецьким клубом, що була розрахована на два роки, також за згодою сторін було розірвано влітку 2015, після чого Пінтер повернувся на батьківщину, ставши гравцем «Ференцвароша».

## Виступи за збірні
2006 року дебютував у складі юнацької збірної Угорщини, взяв участь у 6 іграх на юнацькому рівні.
Протягом 2007—2010 років залучався до складу молодіжної збірної Угорщини. На молодіжному рівні зіграв у 7 офіційних матчах.
2010 року дебютував в офіційних матчах у складі національної збірної Угорщини. Наразі провів у формі головної команди країни 19 матчів.

## Титули і досягнення
- Чемпіон Угорщини (2):

МТК: 2007-08
Ференцварош: 2015-16
- Володар Кубка Угорщини (1):

Ференцварош: 2015-16
- Володар Суперкубка Угорщини (1):

МТК: 2008